# Ulteriore sviluppo dell'esercito
Ulteriore sviluppo dell'esercito (USEs) è un progetto dell'Esercito svizzero che, dopo Esercito 95 e Esercito XXI, rappresenta una sua ulteriore riorganizzazione, avviata con il Rapporto sulla politica di sicurezza del 23 giugno 2010 e il Rapporto sull'esercito del 1º ottobre 2010. Essa mira a incrementare dal 2017 la prontezza dell'esercito, a migliorare l'istruzione e l'equipaggiamento e a rafforzare il radicamento a livello regionale. Si tratta inoltre di creare basi solide e durature per un adeguato rapporto tra prestazioni e risorse finanziarie. L'USEs deve permettere all'esercito di continuare anche in futuro a difendere e a proteggere in modo efficace la Svizzera e la sua popolazione da minacce e pericoli moderni. La concretizzazione del progetto USEs dovrebbe concludersi in larga parte nel 2020, fermo restando che l'ulteriore sviluppo dell'Esercito svizzero è un processo permanente.
La procedura di consultazione si è svolta nell'autunno nel 2013. I Cantoni, i partiti politici, le associazioni mantello e altre cerchie interessate sono state invitate a formulare le loro osservazioni riguardo al progetto di ulteriore sviluppo dell'esercito e alla relativa revisione parziale della legge militare. Il messaggio è stato adeguato di conseguenza e il 3 settembre 2014 è stato adottato dal Consiglio federale e trasmesso all’Assemblea federale.

## Obiettivo
L'obiettivo del progetto è di orientare l'esercito, in quanto strumento di sicurezza della Svizzera, alle esigenze del futuro nell'ambito delle condizioni quadro giuridiche e politiche.
Gli aspetti fondamentali dell'USEs sono i seguenti:
1. incremento della prontezza;
2. miglioramento dell'istruzione;
3. equipaggiamento completo;
4. rafforzamento del radicamento a livello regionale.

## Basi
Le basi per questo progetto sono il Rapporto sulla politica di sicurezza (RAPOLSIC 2010), il Rapporto sull'esercito 2010 e il cosiddetto elenco delle carenze del 2009.

## Parametri fondamentali
I parametri fondamentali dell'esercito dopo la concretizzazione dell'USEs saranno i seguenti:
- Base: obbligo di prestare servizio militare e principio di milizia;
- Budget annuale: 5 miliardi di franchi;
- Effettivo regolamentare: 100 000 militari;
- Giorni di servizio: circa 5 milioni all'anno;
- Compiti: l'Esercito svizzero difende il Paese, la popolazione e le infrastrutture.

## Mandato costituzionale
L'articolo 58 capoverso 2 della Costituzione federale ha il seguente tenore: «L'esercito serve a prevenire la guerra e contribuisce a preservare la pace; difende il Paese e ne protegge la popolazione. Sostiene le autorità civili nel far fronte a gravi minacce per la sicurezza interna e ad altre situazioni straordinarie. La legge può prevedere altri compiti.»

## Scadenziario
Avvio della consultazione:	26 giugno 2013

Fine della consultazione:	17 ottobre 2013

Consultazione degli uffici:	luglio 2014

Procedura di corapporto:	agosto 2014

Messaggio del Consiglio federale:	3 settembre 2014

Dibattiti parlamentari:	2014-2015